# 1963 في فنزويلا
فيما يلي قوائم الأحداث التي وقعت خلال عام 1963 في فنزويلا.

## سياسة

### تعيين في المنصب
- 1 يناير – خوزيه آبرو عضو مجلس نواب فنزويلا ‏.

## رياضة
- 1 يناير – الدوري الفنزويلي الممتاز 1963 الفائز ديبورتيفو ميراندا.

## مواليد

### فبراير
- 16 فبراير – خوسيه سانابريا ملاكم فنزويلي.

### مارس
- 25 مارس – فيليب جيوردانو سياسي من الولايات المتحدة الأمريكية.

### أبريل
- 15 أبريل – ديوسدادو كابيو سياسي فنزويلي.

### مايو
- 12 مايو – جان ماري فرانسوا سبّاح فنزويلي.
- 30 مايو – فلاديمير بادرينو لوبيز وزير الدفاع الفنزويلي.

### أغسطس
- 4 أغسطس – رافاييل راميريز سياسي فنزويلي.
- 8 أغسطس – ليو غاميز ملاكم فنزويلي.

### نوفمبر
- 21 نوفمبر – مويسيس كوفمان